# Aquilegia gegica
Aquilegia gegica là một loài thực vật có hoa trong họ Mao lương. Loài này được Jabr.-Kolak. mô tả khoa học đầu tiên năm 1953.